# Haplostomides hibernicus
Haplostomides hibernicus – gatunek widłonoga z rodziny Botryllophilidae. Opisali go w 1895 roku zoolodzy Thomas Scott i Andrew Scott, nadając mu nazwę Enterocola hibernica. Okazy typowe zebrano z żachw pozyskanych na wyspie Valentia u wybrzeży Irlandii. Widłonogi te są pasożytami tych morskich zwierząt.